# Armando Villegas
Armando Villegas López (Pomabamba, 5 de septiembre de 1926 - Bogotá, 29 de diciembre de 2013) fue un artista plástico, pintor y escultor peruano-colombiano, precursor del realismo fantástico.

## Inicios
Armando nació en el pueblo de Pomabamba, Áncash, Perú. Último hijo de los pomabambinos Alcibiades Villegas y Timotea López Diestra. Realizó sus estudios primarios y secundarios en el Colegio Nacional Guadalupe en Lima y en 1950 recibió de la Escuela Nacional de Bellas Artes del Perú el título de profesor de dibujo y pintura. 

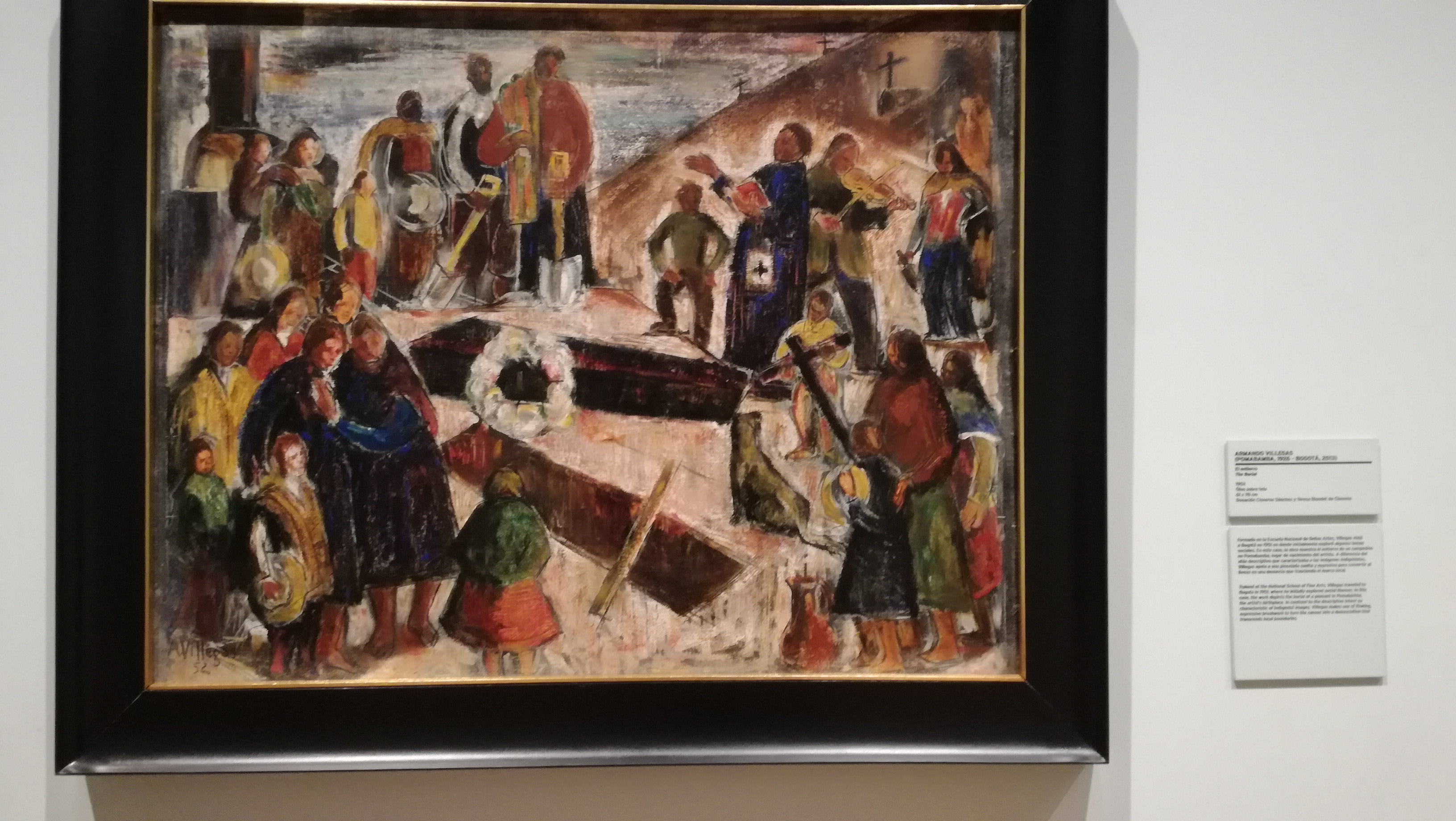
El entierro (1952). Un pasaje típico de su tierra natal.

En diciembre de 1951, llegó a Bogotá (Colombia), para ingresar en 1952 como becado a la Escuela de Bellas Artes de la Universidad Nacional de Colombia, donde realizó un Postgrado en pintura  mural, con el pintor muralista Ignacio Gómez Jaramillo y se radicó definitivamente en Colombia. Sobre su arribo a este país latinoamericano escribe el poeta Gonzalo Márquez Cristo: "A su llegada del Perú en 1951, en la provinciana y fría Bogotá de entonces, optó por confrontar a ese terrible dios geómetra que rige a los artistas, con un cúmulo de obras donde la textura era protagónica y el profuso empaste desplegaba un poderío expresivo jamás visto en el ingenuo territorio —donde la norma era trabajar superficies lisas y frígidas—, mientras él pretendía instaurar un erotismo matérico".
En 1953 egresó de la Universidad Nacional de Colombia, con grado de Maestro en Pintura mural. Durante los años de estudios en Bellas Artes, colaboró con la Galería de Arte El Callejón de Bogotá, en donde se vinculara con los más sobresalientes miembros de la sociedad, lo más selecto de los intelectuales, políticos, y artistas jóvenes de la capital de aquel entonces.

## Ciclo artístico
En 1954, en la Galería de Arte El Callejón de Bogotá, presentó su primera muestra individual profesional, inaugurada por el escritor Gabriel García Márquez, quien premonitoriamente dijo: “Tengo la satisfactoria impresión, de estar asistiendo al principio de una obra pictórica asombrosa”.  Desde ese entonces su actividad artística ha sido permanente así como su actividad docente, y su reconocimiento como trabajador e investigador incansable, abarcando distintos campos expresivos. Es considerado en América Latina como uno de los precursores de la abstracción, junto con artistas como Fernando de Szyszlo, en Perú, y en Colombia con Marco Ospina, Eduardo Ramírez Villamizar, y Edgar Negret.  

«[...], por lo que recuerdo mejor la noche en que conocí a Armando Villegas, es porque yo regresaba de mis solitarios festivales poéticos en los tranvías, y por primera vez me había ocurrido algo que merecía contarse. Ocurrió que en una de las estaciones de Chapinero había subido un fauno en el tranvía. He dicho bien: un fauno. Según el Diccionario de la Real Academia Española, un fauno es "un semidiós de los campos y las selvas". Cada vez que releo esa definición desdichada, lamento que su autor no hubiera estado allí aquella noche en que un fauno de carne y hueso subió en el tranvía. Iba vestido a la moda de la época, como un señor canciller que regresara de un funeral, pero lo delataban sus cuernos enroscados y sus barbas de chivo, y las pezuñas muy bien cuidadas por debajo del pantalón de fantasía. El aire se impregnó de su fragancia personal, pero nadie pareció advertir que era agua de lavanda, tal vez porque el mismo diccionario la había repudiado como un galicismo para querer decir agua de espliego.
Los únicos amigos a quienes yo les contaba estas cosas eran Álvaro Mutis, porque les parecían extraordinarias aunque no las creía, y Gonzalo Mallarino, porque sabía que eran verdad aunque no fueran ciertas.[...]
Sin embargo, la noche en que vi el fauno en el tranvía ninguno de los dos estaba en su teléfono, y yo me sofocaba con las ansias de contárselo a alguien. De modo que cuando llegué a la fiesta de amigos donde conocí a Armando Villegas, solté la revelación como si hubiera sido una granada de guerra:
“He visto un fauno en un tranvía”.
Nadie me hizo caso, salvo Armando Villegas. Más aun: me contó que en Pomabamba, el pueblecito del Perú donde había nacido, los faunos y las faunas iban con sus crías al mercado los domingos en la mañana, pero en los últimos tiempos se les veía cada vez menos, porque los traficantes alemanes los desollaban vivos para vender sus pieles como si fueran de vicuña a los peleteros de Hamburgo. Desde ese momento me di cuenta de que Armando Villegas y yo no sólo seríamos amigos, sino algo todavía más comprometedor: cómplices. »
 Gabriel García Márquez

Su gran aporte a esta conducta se debe a haber sido uno de los primeros en explorar en la profundidad de los diseños precolombinos peruanos, sustentados en su cultura quechua de profunda raigambre indígena, lo cual el artista adopta y plasma como una constante de identidad en sus obras, tal como lo hiciera el pintor uruguayo Joaquín Torres García, quien proclamó los principios hacia un lenguaje nuevo netamente americano con raíces de las culturas prehispánicas.  
Durante las décadas de 1950 y 1960, con la tendencia abstracta alternó en certámenes internacionales representando a Colombia al lado de artistas como Alejandro Obregón, Fernando Botero, Guillermo Wiedeman, Enrique Grau, y Eduardo Ramírez Villamizar.  Esta élite representa históricamente en sentido paradigmático el nacimiento del Arte Moderno en Colombia.  En 1957 fue contratado por la Gobernación de Antioquia en Medellín (Colombia), para dictar un taller de Arte sugerido por el entonces Secretario de Educación Leonel Estrada.  
Permaneció cerca de un año en Antioquia. Con su actividad motivó a la generación de jóvenes artistas de esa región, y con su versatilidad creadora contagió e influyó a los jóvenes hacia el campo de la investigación en el arte, utilizando distintos medios materiales no tradicionales.  Es así como su aporte fue definitivo para la formación del movimiento vanguardista de artistas antioqueños.  En 1958 viajó a Washington invitado por José Gómez Sicre, entonces director de la Sala de exposiciones de la Unión Panamericana para exponer allí; siendo éste su primer contacto con los Estados Unidos, y en donde tuvo la oportunidad de relacionarse con artistas de su generación como José Luis Cuevas, Rodolfo Abularach, y otros artistas latinoamericanos del momento.  
Es reconocido en Colombia también como el único exponente del Realismo Fantástico en las artes plásticas, género que cultivó por más de dos décadas, después de haber dejado la abstracción al principio de la década de 1970.  En 1973 viaja a República Dominicana como promotor artesanal encargado por la O.E.A. ya que en Colombia había sido pionero en la artesanía artística.  Se vincula a los medios culturales Dominicanos, y es justo allí, inspirado por el contacto directo de su espíritu Andino con la atmósfera del Caribe, en dónde empieza a gestar aquellos personajes de su iconografía fantástica, los cuales han prevalecido hasta hoy grabados como una impronta en el inconsciente colectivo nacional e internacional.  
En 1977 viajó a México en donde tuvo la oportunidad de conocer e intercambiar conceptos con el maestro Rufino Tamayo.  Así mismo mantuvo una estrecha amistad, y un permanente diálogo con  el maestro ecuatoriano Oswaldo Guayasamín, entre otros. Simultáneamente con esta tendencia figurativa no dejó de explorar otros campos como el collage, las construcciones en distintos materiales y reciclajes, los ensamblajes, las esculturas blandas y en bronce. Los cuales gravitaron en su totalidad en los distintos compromisos que el artista ha tenido para exponer tanto a nivel nacional como internacional. 
Se destacan especialmente exposiciones en la Feria Internacional de Basilea (Suiza) en 1984, Seúl (Corea del Sur) invitado por la Universidad de Dankook como la primera muestra individual que realizaba un artista suramericano como exponente del Realismo Fantástico en las artes plásticas, Tokio, y Nueva York entre otras. En 1986 viaja a Santa Marta (Colombia) por estrechos vínculos familiares. Allí, conmovido por la solemnidad del paisaje de San Pedro Alejandrino visualiza la posibilidad de rendirle un homenaje al Libertador Simón Bolívar, justo en el lugar en donde dejara de existir; convirtiéndose así en gestor, fundador, y primer director de un museo con la participación de lo más representativo y selecto de la plástica de los países Bolivarianos, hoy Museo de Arte Contemporáneo Bolivariano de Santa Marta, Colombia. En 1993, recibió la nacionalidad colombiana de manos del entonces Presidente de Colombia, César Gaviria. Pocos días después de su nacionalización, viajó a Cali para presentar su última exposición personal.
A pesar de su larga residencia en Colombia, donde se nacionalizó, nunca olvida de su origen peruano. Varias veces viaja al Perú a presentar sus exposiciones individuales. En Bogotá trabajó como agregado cultural de la Embajada del Perú en Colombia. Márquez Cristo se refiere así a la presencia de esa cultura milenaria en su obra figurativa como en su abstraccionismo: "En la selva visual que ha construido cuando realiza su figuración, es fácil advertir las cuidadosas texturas legadas por el ejercicio inicial del abstraccionismo, y claro, por ese tributo a sus raíces, cuando pareciera evocar los vestidos de las muñecas de la cultura Chancay o los trajes de las bailarinas de Ancash, que conoció en su infancia en Pomabamba, mientras verbalizaba el mundo en quechua, su lengua materna. Y si miramos con atención estos óleos de guerreros indefensos o sus sublimes peces fósiles, creemos estar ante una pintura tallada, o mejor, frente a una sutil escultura en lienzo, siendo víctimas de un artilugio singular".

## SigloXXI

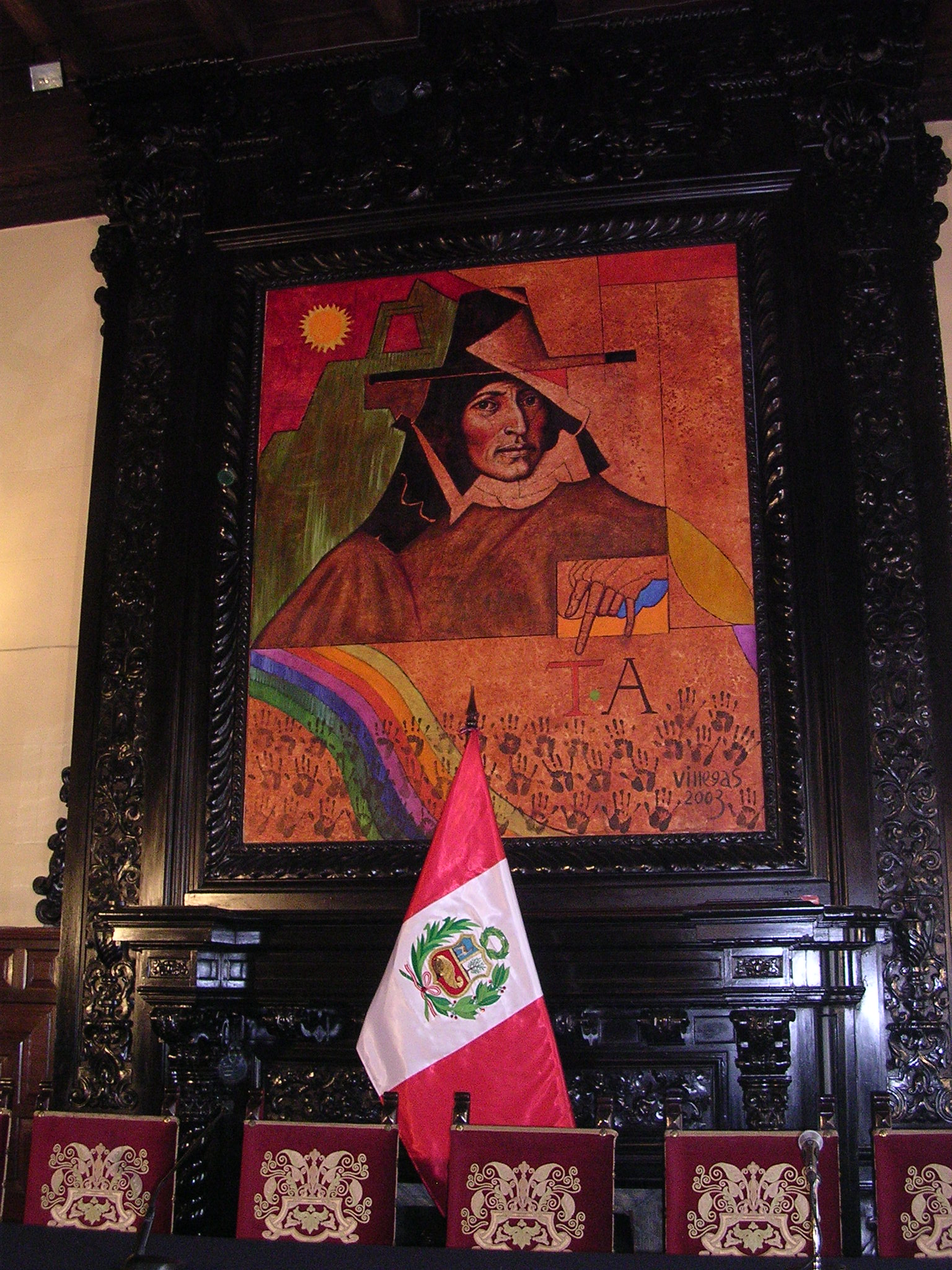
Pintura de Villegas que preside el salón Túpac Amaru en el palacio de gobierno

En el nuevo milenio, a partir del año 2002, decidió abrir un espacio simultáneo a su obra de la figuración, y retoma la abstracción que practicara durante los inicios de su carrera, de los años 1950 a 1971. Esta vez su obra tiene un espíritu muy juvenil y maduro a la vez, desde el punto de vista creativo, demostrando en sus obras resultados certeros, y como no, siempre sustentados en sus raíces precolombinas ahora con mucha más fuerza y seguridad, utilizando para ello distintos recursos materiales y técnicos acordes con el tiempo histórico en que vive, y argumentado en más de medio siglo de estudio, experiencia y búsqueda ininterrumpida.  Una de las grandes virtudes de Villegas, es ser prolífico, y que su obra ha sido siempre controversial por su espíritu creativo para imponer  distintas variantes, y así crear durante toda su trayectoria, una gama de posibilidades que debe tener el artista para demostrar su amplio horizonte en el campo de la creación.  Su verdad es que el artista permanentemente debe estar en la búsqueda de distintas posibilidades para recrear su imaginación.  Con los pies siempre puestos en el terruño, con los ojos y la mentalidad abierta para percibir todos los influjos que vienen, inmerso en esas raíces profundas que son la sustentación para quien siempre está activo en el campo de la generación de hechos pictóricos permanentemente identificados con su origen, y así testimoniar su identidad en el mundo.   
Su estudio en Bogotá (Colombia), como lo define él mismo, es un laboratorio de inquietudes que hacen volar la imaginación.  Ha recibido notables distinciones por sus aportes a la cultura latinoamericana, y sus obras se encuentran en varias colecciones particulares, y en museos nacionales e internacionales tales como los de: Israel, Suecia, Argentina, Brasil, Caracas, México, Nueva York, Washington, La Unión Panamericana, el Instituto de Arte de Chicago, y el Instituto de Arte Contemporáneo de Lima, Perú.

"Toda mi obra ha sido una permanente búsqueda del color original, del primer color, del único color, que en verdad es el blanco; pues en el rayo de luz están todos los colores", proclama en forma culminante durante el reportaje Luz ancestral, concedido para la revista Común Presencia en 2006.

Una publicación de su tierra natal de Pomabamba, en un artículo de reconocimiento a su valía artística ya latinoamericana dice 

en el ambiente artístico es considerado como el precursor del abstraccionismo, su nombre destaca en el ámbito nacional y latinoamericano. Su gran aporte a la pintura es el uso de los diseños del arte precolombino, de inspiración quechua, de raíces indígenas, muy vinculadas al tono telúrico de su terruño.